# 안유미
안유미(1997년 8월 7일 ~ )는 대한민국의 배우다. 2017년 영화 <비스티걸스>로 데뷔했다.

## 방송
- PRODUCE 101 (2016) - 발표순위 63위
- 직진의 달인 (2016) - T걸
- 최고의 한방 (2017) - 사생팬 역

## 영화
- 비스티걸스 (2017) - 신인연기자 역